# NGC 7017
NGC 7017 ist ein interagierendes Galaxienpaar im Sternbild Steinbock auf der Ekliptik. Es ist schätzungsweise 455 Millionen Lichtjahre von der Milchstraße entfernt.
Das Objekt wurde am  8. Juli 1885 von Francis Leavenworth entdeckt.